# Nikon Coolpix S3000
La Nikon Coolpix S3000 è una fotocamera non-SLR prodotta dalla Nikon, che fa parte della serie Nikon Coolpix.

## Caratteristiche tecniche
Dispone di una memoria interna di 32 MB, espandibile con SD o SDHC. Pesa 178 grammi, ha una risoluzione di 12 megapixel e la massima qualità dei filmati è di 480p. Il suo obiettivo Nikkor ha uno zoom di 4x.

## Colori
La fotocamera è disponibile nei seguenti colori: azzurro, arancione, verde, viola, rosso, grigio e nero (come nella foto).